# جون فان بيرن (سياسي)
جون فـان بيرن هو محامي وقاضي وسياسي أمريكي، ولد في 13 مايو 1799 في كينغستون في الولايات المتحدة، وتوفي في 16 يناير 1855. نشط حزبياً في الحزب الديمقراطي. وقد انتخب عضو جمعية ولاية نيويورك ‏ وانتخب عضو مجلس النواب الأمريكي ‏.